# Большая Шолга
Большая Шолга — река в России, протекает в Подосиновском районе Кировской области. Левая составляющая реки Шолга (правая — Малая Шолга). Длина реки составляет 24 км.
Река вытекает из болота Шолаское в 7 км к западу от посёлка Лунданка. Река течёт на запад, всё течение проходит по ненаселённому лесному массиву. Притоки — Берёзовка, Заборка (левые). Сливается с Малой Шолгой, образуя реку Шолга у села Заречье. Ширина реки в нижнем течении около 7 метров.

## Данные водного реестра
По данным государственного водного реестра России и геоинформационной системы водохозяйственного районирования территории РФ, подготовленной Федеральным агентством водных ресурсов:
- Бассейновый округ — Двинско-Печорский
- Речной бассейн — Северная Двина
- Речной подбассейн — Малая Северная Двина
- Водохозяйственный участок — Юг
- Код водного объекта — 03020100212103000011597